# Strictly Genteel
Strictly Genteel (sottotitolato A Classical Introduction to Frank Zappa) è un album di raccolta del musicista statunitense Frank Zappa, pubblicato postumo nel 1997 e contenente brani di musica classica.

## Tracce
1. Uncle Meat: Main Title Theme
2. Regyptian Strut
3. Pedro's Dowry
4. Outrage at Valdez
5. Little Umbrellas
6. Run Home Slow Theme
7. Dwarf Nebula Processional March & Dwarf Nebula
8. Dupree's Paradise
9. Opus 1 - #3: 2nd movement - Presto
10. The Duke of Prunes
11. Aybe Sea
12. Naval Aviation in Art?
13. G-Spot Tornado
14. Bob In Dacron
15. Opus 1 - #4: 2nd movement - Allegro
16. Dog Breath Variations
17. Uncle Meat
18. Strictly Genteel